# خنفساء النمر أليفة الرمال
خنفساء النمر أليفة الرمال (الاسم العلمي:Cicindela arenicola) (بالإنجليزية: St. Anthony Dune Tiger Beetle, Idaho dunes tiger beetle)‏ هي نوع من الحشرات تتبع جنس خنفساء النمر من فصيلة الخنافس الأرضية.